# Target (hop)
Target is een hopvariëteit, gebruikt voor het brouwen van bier.
Deze hopvariëteit is een “bitterhop”, bij het bierbrouwen voornamelijk gebruik voor zijn bittereigenschappen. Deze Engelse variëteit werd ontwikkeld in het Wye College te Kent, bestand tegen de verwelkingsziekte en op de markt gebracht in 1972. Dit is een van de meest geteelde variëteiten in Engeland.

## Kenmerken
- Alfazuur: 8 – 13%
- Bètazuur: 4,5 – 5,7%
- Eigenschappen: hoog alfazuurgehalte en scherp harsachtig aroma